# Imanan
Imanan è un comune rurale del Niger facente parte del dipartimento di Filingue nella regione di Tillabéri.